# حزب کار سوسیالیست ایالات متحده آمریکا
حزب کار سوسیالیست آمریکا حزب سیاسی با تمایلات مارکسیست-ده لئونیستی است.
این حزب در حال حاضر و در بین احزاب موجود قدیمی‌ترین حزب مارکسیست در آمریکا و دومین حزب قدیمی سوسیالیست در جهان است.